# Harold Lipstein
Harold Lipstein (* 14. Juni 1898 im Russischen Kaiserreich; † 8. Oktober 1974 in Beverly Hills, Los Angeles) war ein US-amerikanischer Kameramann russischer Herkunft.

## Leben
Harold Lipstein war 1926 erstmals als Kameraassistent im Filmgeschäft tätig. Er war fortan bei MGM angestellt, jedoch hauptsächlich für B-Filme zuständig. Ab den 1950er Jahren wurden ihm als Kameramann auch größere Produktionen anvertraut, darunter vor allem Western wie Jacques Tourneurs Wichita (1955). In seinem Stil orientierte er sich am Modefotografen George Hoyningen-Huene. Im Jahr 1956 erhielt er eine Oscar-Nominierung in der Kategorie Beste Kamera für den Film Ein Mann namens Peter (1955), unterlag jedoch Robert Burks mit Über den Dächern von Nizza (1955). Von 1959 bis 1961 arbeitete Lipstein auch für das US-amerikanische Fernsehen. 1968 setzte er das letzte Mal einen Film in Szene. Er starb 1974 im Alter von 76 Jahren in Beverly Hills. Sein Grab befindet sich auf dem Holy Cross Cemetery in Culver City, Kalifornien.

## Filmografie (Auswahl)
- 1926: Brand im Osten (Tell It to the Marines, als Kameraassistent) – Regie: George W. Hill
- 1931: Wolkenstürmer (Hell Divers) – Regie: George W. Hill
- 1950: Wrong Way Butch (Kurzfilm) – Regie: Dave O’Brien
- 1950: Die Letzten von Fort Gamble (Ambush) – Regie: Sam Wood
- 1951: Lassie und die Goldgräber (The Painted Hills) – Regie: Harold F. Kress
- 1951: Colorado (Across the Wide Missouri) – Regie: William A. Wellman
- 1953: Schrei des Gejagten (Cry of the Hunted) – Regie: Joseph H. Lewis
- 1954: Drei aus Texas (Three Young Texans) – Regie: Henry Levin
- 1954: Die Tochter des Kalifen (The Adventures of Hajji Baba) – Regie: Don Weis
- 1955: Der Speer der Rache (Chief Crazy Horse) – Regie: George Sherman
- 1955: Ein Mann namens Peter (A Man Called Peter) – Regie: Henry Koster
- 1955: Wichita – Regie: Jacques Tourneur
- 1955: Der Privatkrieg des Major Benson (The Private War of Major Benson) – Regie: Jerry Hopper
- 1956: Ritt in den Tod (Walk the Proud Land) – Regie: Jesse Hibbs
- 1956: Dem Tode entronnen (Pillars of the Sky) – Regie: George Marshall
- 1957: Pal Joey – Regie: George Sidney
- 1958: Der weiße Teufel von Arkansas (Ride a Crooked Trail) – Regie: Jesse Hibbs
- 1958: Damn Yankees – Regie: Stanley Donen, George Abbott
- 1959: Auf der Kugel stand kein Name (No Name on the Bullet) – Regie: Jack Arnold
- 1959: Morgen bist du dran (The Wild and the Innocent) – Regie: Jack Sher
- 1960: Die Dame und der Killer (Heller in Pink Tights) – Regie: George Cukor
- 1962: Die ins Gras beißen (Hell Is for Heroes) – Regie: Don Siegel
- 1962: Der Chapman-Report (The Chapman Report) – Regie: George Cukor
- 1963: Bring sie lebend heim (Rampage) – Regie: Phil Karlson
- 1963: Im Paradies ist der Teufel los (Palm Springs Weekend) – Regie: Norman Taurog
- 1965: Der Lohn der Mutigen (None But The Brave) – Regie: Frank Sinatra
- 1965: Colonel von Ryans Express (Von Ryan’s Express) – Regie: Mark Robson
- 1968: Sein gefährlichster Auftrag (Assignment to Kill) – Regie: Sheldon Reynolds